# Дембно (гміна Нова Слупія)
Дембно (пол. Dębno) — село в Польщі, у гміні Нова Слупя Келецького повіту Свентокшиського воєводства.
Населення — 483 особи (2011).
У 1975-1998 роках село належало до Келецького воєводства.

## Демографія
Демографічна структура на день 31 березня 2011 року:
|          | Загалом | Допрацездатний вік | Працездатний вік | Постпрацездатний вік |
| -------- | ------- | ------------------ | ---------------- | -------------------- |
| Чоловіки | 245     | 44                 | 169              | 32                   |
| Жінки    | 238     | 38                 | 142              | 58                   |
| Разом    | 483     | 82                 | 311              | 90                   |